# 姚桐豫

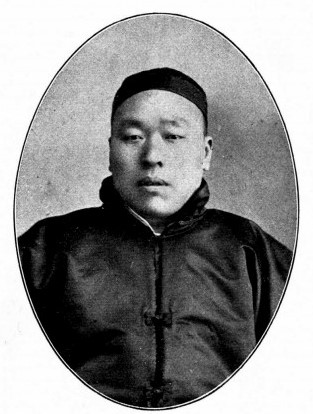
姚桐豫

姚桐豫（1869年—1935年），字梧冈，一作吾剛，浙江临海县人，清末民初政治人物。

## 生平
姚桐豫是清朝秀才。後來他到日本法政大學留學。畢業後他回到中國，歷任廣西巡撫衙門秘書，桂林地方審判廳廳長，廣東審判籌備處處長等職。辛亥革命前夕，他任两广总督张鸣岐的文案。黄花岗起义失败后，他曾經掩护临海籍的同盟会会员王文庆等脱险。浙江光复后，他被浙江军政府委任为台州军政分府都督，接替雷廷瑞。 
對於他任台州都督事，1911年《四明日报》有如下記載：

都督弄权　志士不满

台州设立军政分府，在杭起义光复之台人士纷纷由杭回台，多至三四十人，咸希望参预军府新事业，为桑梓造共和幸福。迨群抵海门，都督姚桐豫立即发挥其任用私人手段。第一派出卫队官葛奇峰，则军界已失所望。复用秘书员何兼善，系向在渔团局司事分台候补场中之滑吏。其他若冯杰、卢华士，豚尾摇曳，顽旧无知。姚固利其私人，诸志士皆不乐与其共事。且他人士在杭起义，以头颅换得军政分府，一至台州只为姚氏私人之啖饭地，一时起义诸同志群相愤激，有议以手枪赠姚者，有议以姚将取消者。（杭州起义，姚未在场，由黄岩民事长杨云帆君权其任受台事者。）经各邑民事长力为调停，已有多数人解散回杭。讵日前姚氏又无辜纵卫队杀金氏父子，以至全台人心浮动，军政分府更有危在旦夜之势。彼由杭相随回台者，立即纷纷辞退，势成瓦解。闻辞去者大约黄、太居多，现姚皆引临海私人充补。以后台州之局面恐更不堪设想矣。
1912年，他調任浙江都督府秘書長兼法制局局長，後來他改任江蘇都督府秘書。1913年，他當選爲民元國會衆議院議員。國會解散後，他任京師高等檢察廳檢察官。1916年國會恢復後，他仍然擔任衆議院議員。1917年，他任護法國會衆議院議員。1922年國會第二次恢復，他仍任衆議院議員。 
晚年寓居上海学佛，1935年因邀至黄岩讲经时病逝。